# Antonio de Espejo
Pour les articles homonymes, voir Espejo.
Antonio de Espejo (c. 1540 – 1585) est un explorateur espagnol qui mena en 1582-1583 une expédition dans les États actuels du Nouveau-Mexique et de l'Arizona.

## Biographie
Antonio de Espejo est né vers 1540 dans le village de Torre Milano près de Cordoue en Espagne. Il part pour le Mexique en 1571 avec l'archevêque Pedro Moya de Contreras en tant qu'officier de l'Inquisition puis devient un important éleveur de bétail. Après son implication dans le meurtre de l'un de ses vachers en 1581, il est condamné à une lourde amende et s'enfuit en Nouvelle-Biscaye pour échapper à la sanction. Là, il retrouve les survivants de l'expédition Rodríguez-Chamuscado (en) qui ont exploré les terres de l'actuel Nouveau-Mexique en 1581-1582. Le sort de deux moines restés parmi les Pueblos inquiète leurs frères franciscains qui souhaitent organiser une expédition de secours.
Une quinzaine de soldats dont Espejo se rassemblent autour des frères Pedro de Heredia et Bernardino Beltrán pour entreprendre l'expédition. Le groupe part de San Bartolomé au nord de Santa Bárbara pour le Nouveau-Mexique le 10 novembre 1582 en suivant le río Conchos jusqu'à sa confluence avec le río Grande où Espejo est élu capitaine de l'expédition par les autres membres du groupe. Le 1er février 1583, ils atteignent les premiers pueblos des Amérindiens Piros (en) qui leur apprennent que les moines ont été tués par la tribu voisine des Tiguas. Espejo et ses compagnons arrivent le 17 février 1583 au pueblo de Puaray où ils ont été tués. Comme dans de nombreux autres pueblos rencontrés jusque là, les habitants s'enfuient dans les montagnes à l'approche des Espagnols. N'ayant plus guère de doutes sur le sort des deux moines, Beltrán souhaite rentrer au Mexique mais Espejo s'y oppose, déterminé à poursuivre après avoir eu vent de l'existence de riches provinces situées à l'ouest.
Après avoir exploré la région sans succès, l'expédition revient sur ses pas. À Puaray, les Amérindiens raillent les Espagnols qui décident de leur donner une leçon en incendiant le pueblo, puis en attachant des prisonniers à des arbres pour les flageller, certains jusqu'à la mort. Le groupe rejoint ensuite la vallée de la Pecos puis entame le voyage de retour vers le Mexique le 5 juillet. Suivant le cours du Pecos, ils rencontrent trois Jumanos qui leur conseillent de rejoindre le río Grande. Ils arrivent à San Bartolomé le 10 septembre 1583.
Dès son retour, Espejo se met à écrire un compte-rendu de l'expédition, embellissant quelque peu la nature de ses découvertes. Achevé à la fin octobre 1583, une copie est envoyée au vice-roi Moya de Contreras ainsi qu'au roi d'Espagne Philippe II. Il propose d'organiser une nouvelle expédition afin d'installer une colonie permanente au Nouveau-Mexique mais sans succès. Ce n'est qu'en 1595 que la tâche de coloniser le Nouveau-Mexique est donnée à Juan de Oñate.
Il entreprend ensuite de retourner en Espagne mais tombe malade à La Havane où il meurt en 1585.